# Trichocolletes orientalis
Trichocolletes orientalis  is een vliesvleugelig insect uit de familie Colletidae. 
De soort komt voor in het oosten van Australië.